# Дейвид Хъмъри
Дейвид Хъмъри (на английски: David Hemery) е английски хърделист.
Роден е на 18 юли 1944 г. в Сиренсестър, Англия.
От 1968 до 1972 г. държи рекорда за бягане на 400 м. с препятствия – 48,1 секунди.